# SherbetNEO
sherbetNEO（シャーベット・ネオ）は、日本の女性アイドルグループ・ライブアイドルのグループ。芸能事務所リップがプロデュースを行っていた。レーベルはUNISON RECORDS。
sherbetの妹分として結成された。
メンバー全員がグラビアアイドル、撮影会モデルで構成されている点が特徴。2021年6月19日に始動。同年8月2日にデビューした。
2022年8月7日に『現体制LAST LIVE』が行われ、現体制でのライブ活動が終了した（グループ活動は継続）。
2023年1月9日に活動を終了（解散）した。

## 概説
2021年
- 06月07日に活動開始が告知され、候補生15名が公表された[5]。
- 06月19日にsherbet・青山ひかる生誕祭（新宿アルタKeyStudio）にて全員候補生としてお披露目。候補生は『A-team』『B-team』の2チーム制で、合わせて13名が初舞台を踏んだ[1]。
- 07月05日に定期公演の開催開始[6]（TwinBox秋葉原にて原則毎週月曜日）。
- 07月25日に初遠征し『#関ケ原 IDOL WARS 2021』へ出演した。
- 07月27日に正規メンバー発表。9人体制となり、2チーム制は解消。担当カラーも併せて発表された[7][2]。
- 08月02日の定期公演で『竜王アイドル夏祭り2021』へ派遣する選抜メンバーを選ぶ『#竜王選抜2021コンペ』が行われた。
- 08月08日から9日まで『#名古屋遠征2021』が行われ、4本のライブへ出演した。
- 08月20日に『#定期公演動員イベント』の開催が告知された。
- 09月27日に西本ヒカルが活動辞退[8][9]。8人体制となる。
- 10月29日に高橋里夢が活動辞退[10]。7人体制となる。
- 11月30日に足立華が活動辞退[11][12]。6人体制となる。
- 12月20日に定期公演の会場が池袋AKビルに移った[13]。

2022年
- 1月31日に定期公演終了[14]。
- 2月27日に初のワンマンライブ『#sherbetNEO 1st. ワンマンライブ～oNe～』が開催された。
- 2月28日に新井萌花が『IDOL RASH SPECIAL LIVE Vol.3』（新宿BLAZE）にてお披露目された[15][16]。正規メンバー6人・候補生1人の7人体制となる。
- 3月20日に『#山中湖遠征2022』が行われ、『アイドル甲子園 FUJISAN SPRING FES 2022』へ出演した。
- 4月17日に『#大阪遠征2022』が行われ、2本のライブへ出演した。その席で、候補生の新井萌花のラストライブである旨が告げられた[17]。6人体制となる。
- 5月10日に『トーク配信（有料）』が行われ、それをもって蒼野杏が卒業した[18]。5人体制となる。
- 8月7日に渋谷DAIAにて『現体制LAST LIVE』が行われた[19]。解散ではなく、ライブ活動が終了[3]。

2023年
- 1月9日をもって活動終了（解散）する旨が公式Twitter（現・X）にて報告された[4]。

2025年3月20日に行われた、橋本梨菜グラビア10周年トークイベントには、比留川マイ、水沢まいが元sherbetNEOとして参加した。

## メンバー
sherbetNEO公式プロフィールをもとに記述。（お披露目順）（2023年1月9日 活動終了日現在）

### 正規メンバー
| 名前 （ふりがな） 『愛称』                 | 生月日 | 出身地   | 担当カラー   | 候補生 | お披露目日    | 昇格日       | 所属事務所        |
| ------------------------------------------ | --- | -------- | ------------ | ------ | ------------- | ------------ | ----------------- |
| 名前 （ふりがな） 『愛称』                 | * キャッチフレーズ |          |              |        |               |              |                   |
| 名前 （ふりがな） 『愛称』                 | ** 備考 |          |              |        |               |              |                   |
| 水沢 まい （みずさわ まい） 『まいぷぅ』   | 5月2日 | 大阪府   | 紫色         | A-team | 2021年6月19日 | 2021年8月2日 | リップ            |
| 水沢 まい （みずさわ まい） 『まいぷぅ』   | * sherbetNEOのリーダー 紫色担当 Hcupの下乳ビーナス まいぷぅこと水沢まいです                                                                             |          |              |        |               |              |                   |
| 水沢 まい （みずさわ まい） 『まいぷぅ』   | ** リーダー アイドルグループ「仮面女子」元メンバー |          |              |        |               |              |                   |
| 堀江 りほ （ほりえ りほ） 『りほりん』     | 10月11日 | 千葉県   | 水色         | B-team | 2021年6月19日 | 2021年8月2日 | リップ            |
| 堀江 りほ （ほりえ りほ） 『りほりん』     | * sherbetNEOの水色担当 グラドル界のむちむちギャンブラー りほりんこと堀江りほです                                                                        |          |              |        |               |              |                   |
| 堀江 りほ （ほりえ りほ） 『りほりん』     | ** ミス週刊実話2020グランプリ |          |              |        |               |              |                   |
| 比留川 マイ （ひるかわ まい） 『まいちぃ』 | 10月3日 | 神奈川県 | 白色         | A-team | 2021年6月19日 | 2021年8月2日 | リップ            |
| 比留川 マイ （ひるかわ まい） 『まいちぃ』 | * sherbetNEOの白色担当 日本酒大好き まいちぃこと比留川マイです                                                                                          |          |              |        |               |              |                   |
| 比留川 マイ （ひるかわ まい） 『まいちぃ』 | ** |          |              |        |               |              |                   |
| 瀬戸 ローズ （せと ろーず） 『ロロピ』     | 10月8日 | 岩手県   | ローズピンク | A-team | 2021年6月19日 | 2021年8月2日 | GDL Entertainment |
| 瀬戸 ローズ （せと ろーず） 『ロロピ』     | * sherbetNEOのローズピンク担当 岩手県出身のお尻の大きいグラビアアイドルしてます ミスヤングチャンピオングランプリの瀬戸ローズです ロロピと呼んでください |          |              |        |               |              |                   |
| 瀬戸 ローズ （せと ろーず） 『ロロピ』     | ** ミスヤングチャンピオン2020グランプリ |          |              |        |               |              |                   |
| 藤田 あずさ （ふじた あずさ） 『あずあず』 | 6月12日 | 東京都   | 赤色         | A-team | 2021年6月19日 | 2021年8月2日 |                   |
| 藤田 あずさ （ふじた あずさ） 『あずあず』 | * sherbetNEOの赤色担当 みーんなの元カノ 最年少 あずあずこと藤田あずさです                                                                               |          |              |        |               |              |                   |
| 藤田 あずさ （ふじた あずさ） 『あずあず』 | ** ミスFLASH2018ファイナリスト。アイドルグループ「オープニングシスターズ」元メンバー                                                                    |          |              |        |               |              |                   |

### 旧メンバー
- Wikipedia:存命人物の伝記『当人はプライバシー尊重を望んでいると推定する』に基づき、デビュー日（2021年7月19日）に『正規メンバー』に至らなかった候補生は削除、および、在籍を明言していない旧メンバーは、『概説』に芸名の掲載のみとして、データは非掲載といたします。
- 掲載内容は活動終了日のもの（活動終了日順）

| 名前 （ふりがな） 『愛称』                       | 生月日                                                                          | 出身地   | 担当カラー | 候補生   | お披露目日    | 昇格日       | 活動終了日             | 所属事務所 |
| ------------------------------------------------ | ------------------------------------------------------------------------------- | -------- | ---------- | -------- | ------------- | ------------ | ---------------------- | ---------- |
| 名前 （ふりがな） 『愛称』                       | * キャッチフレーズ                                                              |          |            |          |               |              |                        |            |
| 名前 （ふりがな） 『愛称』                       | ** 備考                                                                         |          |            |          |               |              |                        |            |
| 足立 華 （あだち はな） 『おはな』               | 5月14日                                                                         | 神奈川県 | オレンジ   | A-team   | 2021年6月19日 | 2021年8月2日 | 2021年11月30日活動辞退 |            |
| 足立 華 （あだち はな） 『おはな』               | * 湘南出身 Ｇカップ オレンジ色担当 おはなこと足立華です。おはなって呼んで下さい |          |            |          |               |              |                        |            |
| 足立 華 （あだち はな） 『おはな』               | ** ミス湘南フォトジェニック2017 後に『桜井花奈』に改名                          |          |            |          |               |              |                        |            |
| 新井 萌花 （あらい もえか） 『もえぴー』         | 9月29日                                                                         | 埼玉県   | （なし）   | （なし） | 2022年2月28日 | （未昇格）   | 2022年4月17日活動休止  | NAVY.inc   |
| 新井 萌花 （あらい もえか） 『もえぴー』         | * 陸上界のグラビア女子 最年少19歳 新井萌花です                                  |          |            |          |               |              |                        |            |
| 新井 萌花 （あらい もえか） 『もえぴー』         | **                                                                              |          |            |          |               |              |                        |            |
| 蒼野 杏 （あおの あん） 『あんちゃん・あんころ』 | 7月28日                                                                         | 神奈川県 | 青色       | B-team   | 2021年6月19日 | 2021年8月2日 | 2022年5月10日卒業      | リップ     |
| 蒼野 杏 （あおの あん） 『あんちゃん・あんころ』 | * sherbetNEOの青色担当 健康的肉感Body 国民的グラドル初代グランプリ 蒼野杏です   |          |            |          |               |              |                        |            |
| 蒼野 杏 （あおの あん） 『あんちゃん・あんころ』 | ** 旧芸名『高杉 杏』 国民的グラドルコンテスト初代グランプリ                     |          |            |          |               |              |                        |            |

## コンサート・ライブ

### 歌唱楽曲
全活動期を通して持ち歌がないため、sherbetの楽曲を歌唱していた。全10曲（2022年8月7日現在）。
2021年
- 06月～ OVER DRIVE / 恋人岬
- 07月～ sherbet / ハレルヤ!!!!!!!! / ATTENTION PLEASE
- 09月～ Love you summer
- 10月～ ユメミライ
- 11月～ Now or never / Right now

2022年
- 02月～ アイアイシテル

### 主な舞台
初出演
- お披露目ライブ（2021年6月19日、新宿アルタKeyStudio）[22] 青山ひかる生誕祭2021。
- CLUB sherbet 初登場（2021年6月22日、 WARP新宿）[23]
- 対バンライブ 初出演（2021年6月27日、 IDOL PIT Vol.17 秋葉原TwinboxGARAGE）[24]
- 定期公演 初公演（2021年7月5日、 TwinBox秋葉原）[25]　ラスト公演（2021年1月31日、池袋AKビル）[14]。

生誕祭
- sherbetNEO・Can-on! 2マンLIVE x 3人合同生誕祭（2021年10月18日、TwinBox秋葉原）[26][27]対象者：堀江りほ[28]・比留川マイ[29]・瀬戸ローズ[30]。

大舞台
- 関ケ原 IDOL WARS 2021

日付：2021年7月25日（三日目）
会場：愛知県国際展示場（Aichi Sky Expo）
舞台：豊臣ステージ　三組目
歌唱：恋人岬 / OVER DRIVE / ATTENTION PLEASE
出演：水沢まい、堀江りほ、瀬戸ローズ、藤田あずさ、西本ヒカル　※候補生の選抜メンバーにて参加
- sherbet ワンマンツアー「Crystal Memories」ツアーファイナル[32]

日付：2021年9月18日
会場：品川ステラボール
歌唱：sherbet / ハレルヤ!!!!!!!!
出演：水沢まい、堀江りほ、比留川マイ、足立華、瀬戸ローズ、藤田あずさ、蒼野杏、西本ヒカル、高橋里夢（当時のフルメンバー）
※オープニングアクトとして出演
- sherbetNEO 1st. ワンマンライブ～oNe～[34]

日付：2022年2月27日
会場：代々木MUSEモード音楽院本館
歌唱：恋人岬 / sherbet / ATTENTION PLEASE / ハレルヤ!!!!!!!! / ユメミライ / Love you summer / Right now /  Now or never / EC1 アイアイシテル / EC2 OVER DRIVE
出演：水沢まい、堀江りほ、比留川マイ、瀬戸ローズ、藤田あずさ、蒼野杏（当時のフルメンバー）
- sherbet NEO ～現体制LAST LIVE～[35]

日付：2022年8月7日
会場：SHIBUYA DAIA
歌唱：ハレルヤ!!!!!!!! / アイアイシテル / Right now / ユメミライ / Love you summer / Now or never / sherbet / ATTENTION PLEASE / 恋人岬 / EC OVER DRIVE
出演：水沢まい、堀江りほ、比留川マイ、藤田あずさ（休演 瀬戸ローズ）

### 遠征
※首都圏以外 
2021年
- 関ヶ原遠征　#関ケ原 IDOL WARS 2021 ※アンカー先の大舞台の項を参照
- 名古屋遠征　#竜王選抜2021での遠征中止の代替処置として4本の遠征ライブに出演した。

1. ZEN August "SP" vol.1（8月8日、名古屋X-HALL-ZEN）[36]
2. ZEN August "SP" vol.2（8月8日、名古屋X-HALL-ZEN）[36]
3. IDOL PIT Summer LIVE（8月9日、VERSUS東海ホール）[37]
4. 東海アイドルサミット（8月9日、VERSUS東海ホール）[38]

出演：水沢まい、藤田あずさ、瀬戸ローズ、比留川マイ、西本ヒカル
2022年
- 山中湖遠征

1. アイドル甲子園 FUJISAN SPRING FES 2022[40]（3月20日、山中湖交流プラザ きらら）ペイラブ甲子園 16組目

出演：水沢まい、堀江りほ、比留川マイ、瀬戸ローズ、藤田あずさ、新井萌花　（休演：蒼野杏）
- 大阪遠征

1.GEM JAM FES!（4月17日、心斎橋SUNHALL）4組目
出演：水沢まい、比留川マイ、瀬戸ローズ、藤田あずさ、新井萌花　（休演：堀江りほ、蒼野杏）
2.大阪造船所アイドルフェス（4月17日、CCOクリエイティブセンター）BLACK CHAMBER 18組目
出演：水沢まい、比留川マイ、瀬戸ローズ、藤田あずさ、新井萌花　（休演：堀江りほ、蒼野杏）

### ライブ衣装
限定衣装を除く
- 2021年06月～ ChillaxのＴシャツ、デニム地の短パン
- 2021年08月～ 新衣装お披露目　緑と白のチェック柄ツーピース（ノースリーブ、ミニスカート）[45]

### イベント
- 竜王選抜コンペ

日時：2021年8月2日、定期公演にて開催。
要旨：滋賀県竜王町主催『ドラゴンクィーンフェスティバル～竜王アイドル夏祭り～2021』へ派遣する選抜メンバーを決めるもの。
内容：集客（入場したファン数）、チェキ（チェキ券の売り上げ枚数）をポイント化し、上位5名を選抜とする。
結果：水沢まい、藤田あずさ、瀬戸ローズ、比留川マイ、西本ヒカルの上位5名を選出した。
コロナ禍により『ドラゴンクィーンフェスティバル～竜王アイドル夏祭り～2021』は未開催となった。
#名古屋遠征2021の選抜メンバーとする救済処置が執られた。
- sherbetNEO定期公演動員イベント[51]

要旨：ファンの皆さまと一緒に楽しみながら目標を叶えたい。
内容：動員数を達成する毎に下記の項目が達成される。
1. 動員0300人 TikTok開設
2. 動員0500人 ワンマンライブのチケット発売
3. 動員1000人 オリジナル曲作成
4. 動員1500人 ワンマンライブ開催＆オリジナル曲MV撮影

結果：本イベントは中断されたがワンマンライブは開催された。
2021年10月12日、300人達成。
2021年12月06日、500人達成。
2022年01月25日、ソフマップイベントにてワンマンライブの手売りチケット販売開始。　
2022年02月27日、『#sherbetNEO 1st. ワンマンライブ～oNe～』開催。　※詳細はアンカー先を参照

## 出演
メンバー個々の活動については、それぞれ各メンバーの項を参照のこと

### ラジオ
- sherbetNEOの＃ねおらじ（2021年7月7日 ～ 12月29日、FM FUJI、全26回）

### 公式配信
- シャベチャン【sherbetchannel】 - YouTubeチャンネル （2021年7月13日 ～ 随時）※事務所チャンネル
- 公式showroom - SHOWROOM（2021年10月1日 ～ 2022年8月7日）毎日配信301日で終了した。
- ファンクラブ配信 - sherbet×sherbetNEO ONLINE ENTERTAINMENT（2021年10月5日 ～ 2022年8月2日）毎週火曜日 約15分
- Youtubeトーク配信 - Youtube（2021年10月5日 ～ 2022年8月2日）[56] 毎週火曜日 *有料。ファンクラブ配信に引き続き配信。
- sherbetNEO - TikTok （2021年10月12日 ～ 2022年8月2日）毎日更新をしていた。
- ビデオライブトーク WithLIVE - WithLIVE（随時 *有料）メンバーと一対一のビデオ通話

### 配信出演
- あなたのハートに ONE SHOT - YouTube （2021年8月18日、下北FM）箱番組（約17分間）、 #竜王選抜2021メンバーにて出演[57]
- アイドルライブ情報部☆Season2_#11 - YouTube （2021年9月9日、下北FM）YouTubeダイジェスト版（約5分間）、番組MC:藤田あずさ・他、ゲスト出演：水沢まい、高橋里夢、足立華、比留川マイ、蒼野杏、瀬戸ローズ
- アイドルライブ情報部☆Season2_#11 - Spotify （2021年9月9日、アイドルライブ情報部）ポッドキャスト完全版、出演者：上記ダイジェスト版参照[58]

### イベント
- HADO アイドルウォーズ × sherbet（2021年7月13日、HADO ARENA 日比谷店）※選抜メンバーにて参加[詳細 1]
- はなまる夏の大プール撮影会（2021年7月3日、稲毛海浜公園）※選抜メンバーにて参加[59]
- HADO アイドルウォーズ グラドルCUP（2021年9月20日、HADO ARENA 日比谷店）[詳細 2]
- HADO ビーナスウォーズ Sec.01（2021年11月4日、HADO ARENA 日比谷店）※選抜メンバーにて参加[詳細 3]
- 聖なる夜のsherbet祭【セッション撮影会】（2021年12月24日、千駄ヶ谷ABスタジオ）RIP所属メンバーにて参加[60]
- HADOアイドルウォーズ ナデシコCUP 2022 1stシーズン（2022年1月26日 ～ 4月23日、HADO ARENA 日比谷店／お台場店）※都度選抜メンバーにて参加[詳細 4]
- HADOアイドルウォーズ 2022 2ndシーズン（2022年5月11日 ～ 7月13日、HADO ARENA お台場店）※都度選抜メンバーにて参加[詳細 5]

### 雑誌
- EX MAX! Special（エキサイティングマックス!スペシャル）（2021年11月11日号 Vol.164 - 2023年1月11日号 Vol.178 文友舎） - 『sherbetNEOのみんなで輝くシンデレラストーリー』誌面と附属DVDとの連動企画

## グッズ

### 特典会
詳細は変動するので割愛。ポイントカードあり
- チェキ券
- ランダムチェキ券
- その他

### 公式グッズ
メンバー個々のグッズについては、それぞれ各メンバーの項を参照のこと
オンライン販売
- sherbet（シャーベット）オフィシャルオンラインストア (随時)
- WitLiveコレクション (随時)
- sherbetNEO 1stワンマンライブ～oNe～ 限定Tシャツ[62]（2022年2月27日限定販売）（2022年3月23日～26日追加販売）[63]

### 詳細
1. ↑  HADO アイドルウォーズ × sherbet - YouTube
2. ↑  HADO アイドルウォーズ グラドルCUP - YouTube
3. ↑  HADO ビーナスウォーズ Sec.01 - YouTube
4. ↑  HADOアイドルウォーズ ナデシコCUP 2022 1stシーズン

動画（YouTube）

sherbetNEO - ナデシコCUP2022 1stシーズン出場チーム紹介 - YouTube （2022年1月26日）水沢まい・比留川マイ
本編
  1. 【DAY1】HADO アイドルウォーズ ナデシコCUP 2022 1st シーズン - YouTube （2022年1月26日）- 水沢まい・比留川マイ ※コロナ禍（対戦相手不出場）によりMCのみ
  2. 【DAY4】HADO アイドルウォーズ ナデシコCUP 2022 1st シーズン - YouTube （2022年2月09日）- 水沢まい・蒼野杏
  3. 【DAY6】HADO アイドルウォーズ ナデシコCUP 2022 1st シーズン - YouTube （2022年2月21日）- 藤田あずさ・蒼野杏
  4. 【DAY8】HADO アイドルウォーズ ナデシコCUP 2022 1st シーズン - YouTube （2022年3月07日）- 水沢まい・瀬戸ローズ
  5. 【DAY11】HADO アイドルウォーズ ナデシコCUP 2022 1st シーズン - YouTube （2022年3月23日）- 堀江りほ・比留川マイ
  6. 【DAY14】HADO アイドルウォーズ ナデシコCUP 2022 1st シーズン - YouTube （2022年4月06日）- 堀江りほ・藤田あずさ
  7. HADO アイドルウォーズ ナデシコCUP 2022 1stシーズン 決勝トーナメント - YouTube （2022年4月23日）- 水沢まい・比留川マイ

ダイジェスト版
  1. セクシーが大渋滞！？【DAY4】ナデシコCUPダイジェスト - YouTube （2022年2月09日）- 水沢まい・蒼野杏
  2. 全勝してオッ◯イ揉みたい！！【DAY6】ナデシコCUPダイジェスト - YouTube （2022年2月21日）- 藤田あずさ・蒼野杏
  3. ハラハラドキドキの大接戦！【DAY8】ナデシコCUPダイジェスト - YouTube （2022年3月07日）水沢まい・瀬戸ローズ
  4. ここで勝たねばどうする！？望みを繋ぐ快進撃！【DAY11 - Bブロック】ナデシコCUPダイジェスト - YouTube （2022年3月23日）- 堀江りほ・比留川マイ
  5. ギリギリの攻防！決勝進出をかけて対決！【DAY14 - Bブロック】ナデシコCUPダイジェスト - YouTube （2022年4月06日）- 堀江りほ・藤田あずさ
5. ↑  HADOアイドルウォーズ 2022 2ndシーズン
sherbetNEO - ナデシコCUP出場チーム紹介(2022 2ndシーズン) - YouTube （2022年1月26日）堀江りほ・比留川マイ
  1. ナデシコCUP DAY1 - YouTube （2022年5月11日）堀江りほ・比留川マイ
  2. ナデシコCUP DAY4 - YouTube （2022年6月01日）水沢まい・比留川マイ
  3. ナデシコCUP DAY7 - YouTube （2022年6月22日）水沢まい・瀬戸ローズ
  4. ナデシコCUP DAY10 - YouTube （2022年7月13日）堀江りほ・比留川マイ

### 記録（アーカイブ）
1. 1 2  
“sherbet（シャーベット）オフィシャルウェブサイト”.   RIP. 2023年1月22日時点のオリジナルよりアーカイブ。2022年10月2日閲覧。
2. 1 2  
“UNISON RECORDS » sherbet NEO”.   RIP. 2023年1月22日時点のオリジナルよりアーカイブ。2022年5月27日閲覧。
3. ↑  
“sherbetNEO”.   RIP. 2023年1月22日時点のオリジナルよりアーカイブ。2021年11月19日閲覧。
4. ↑  
“【ご報告があります】新メンバー加入！？この子は何者？？”.   RIP. 2023年1月22日時点のオリジナルよりアーカイブ。2022年5月18日閲覧。
5. ↑  
“sherbetNEO(@sherbetneo)”.   RIP. 2023年1月22日時点のオリジナルよりアーカイブ。2021年12月2日閲覧。